# Gymnosiphon sphaerocarpus
Gymnosiphon sphaerocarpus là một loài thực vật có hoa trong họ Burmanniaceae. Loài này được Urb. mô tả khoa học đầu tiên năm 1903.